# استرادن
استرادن (به آلمانی: Straden) یک منطقهٔ مسکونی در اتریش است که در زودوست‌اشتایرمارک واقع شده‌است. استرادن ۱۹٫۴۴ کیلومتر مربع مساحت دارد ۲۰۹ متر بالاتر از سطح دریا واقع شده‌است.